# Klinikverbund
Ein Klinikverbund bezeichnet eine organisatorische Struktur, in der mehrere Krankenhäuser oder Kliniken zusammenarbeiten, um eine effizientere Gesundheitsversorgung zu gewährleisten. Diese Form der Zusammenarbeit ermöglicht es den Kliniken, Ressourcen zu teilen, die Patientenversorgung zu verbessern und Synergien zu nutzen.

## Struktur und Ziele
Typischerweise setzt sich ein Klinikverbund aus verschiedenen medizinischen Einrichtungen zusammen, die unter einer gemeinsamen Leitung oder Koordination stehen. Die Struktur kann regional, national oder international sein, abhängig von den Zielen des Verbunds. Die Zusammenarbeit erstreckt sich oft über verschiedene medizinische Fachgebiete und ermöglicht einen umfassenden Ansatz zur Gesundheitsversorgung.

## Vorteile
Ein Klinikverbund bietet mehrere Vorteile, darunter:
- Effizienzsteigerung: Durch den Austausch von Ressourcen und Fachkenntnissen können Kliniken effizienter arbeiten.
- Verbesserte Patientenversorgung: Die Zusammenarbeit ermöglicht eine verbesserte Koordination bei der Patientenversorgung und einen nahtlosen Übergang zwischen verschiedenen medizinischen Einrichtungen.
- Kosteneinsparungen: Die gemeinsame Nutzung von Infrastruktur und Dienstleistungen führt zu Kosteneinsparungen.